# Linka 12 (metro v Paříži)

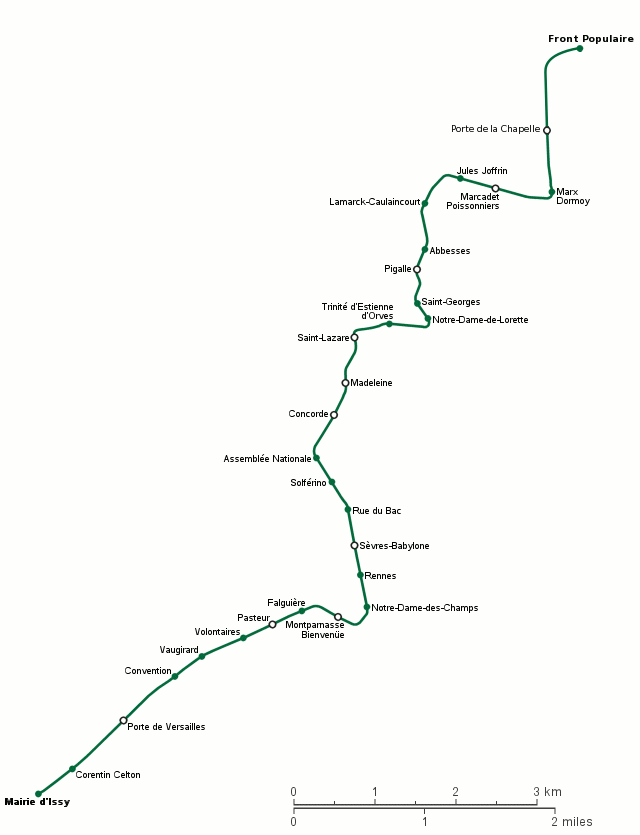
Geograficky přesná mapa dráhy

Linka 12 je jedna z linek pařížského metra a v systému MHD je značena tmavozelenou barvou. Pochází Paříží od severního předměstí ze stanice Mairie d'Aubervilliers do stanice Mairie d'Issy na jihozápadním předměstí Paříže ve městě Issy-les-Moulineaux. Linka je dlouhá 17,2 km, má 31 stanic a ročně přepraví 80,3 miliónů cestujících (2019).

## Historie
Vznik této linky se datuje 5. listopadu 1910, kdy byla otevřena Linka A, kterou provozovala Compagnie Nord-Sud. Společnost plánovala vybudovat spojení z Montmartru na nádraží Montparnasse jako podzemní vlak, ovšem z technických důvodů vzniklo nakonec klasické metro. První úsek vedl od Porte de Versailles do Notre-Dame-de-Lorette. Technické obtíže i tak doprovázely stavbu, která byla dokončena spolu s linkou 7 společnosti Compagnie du Métropolitain de Paris (CMP) zprovozněním tunelu pod Seinou.

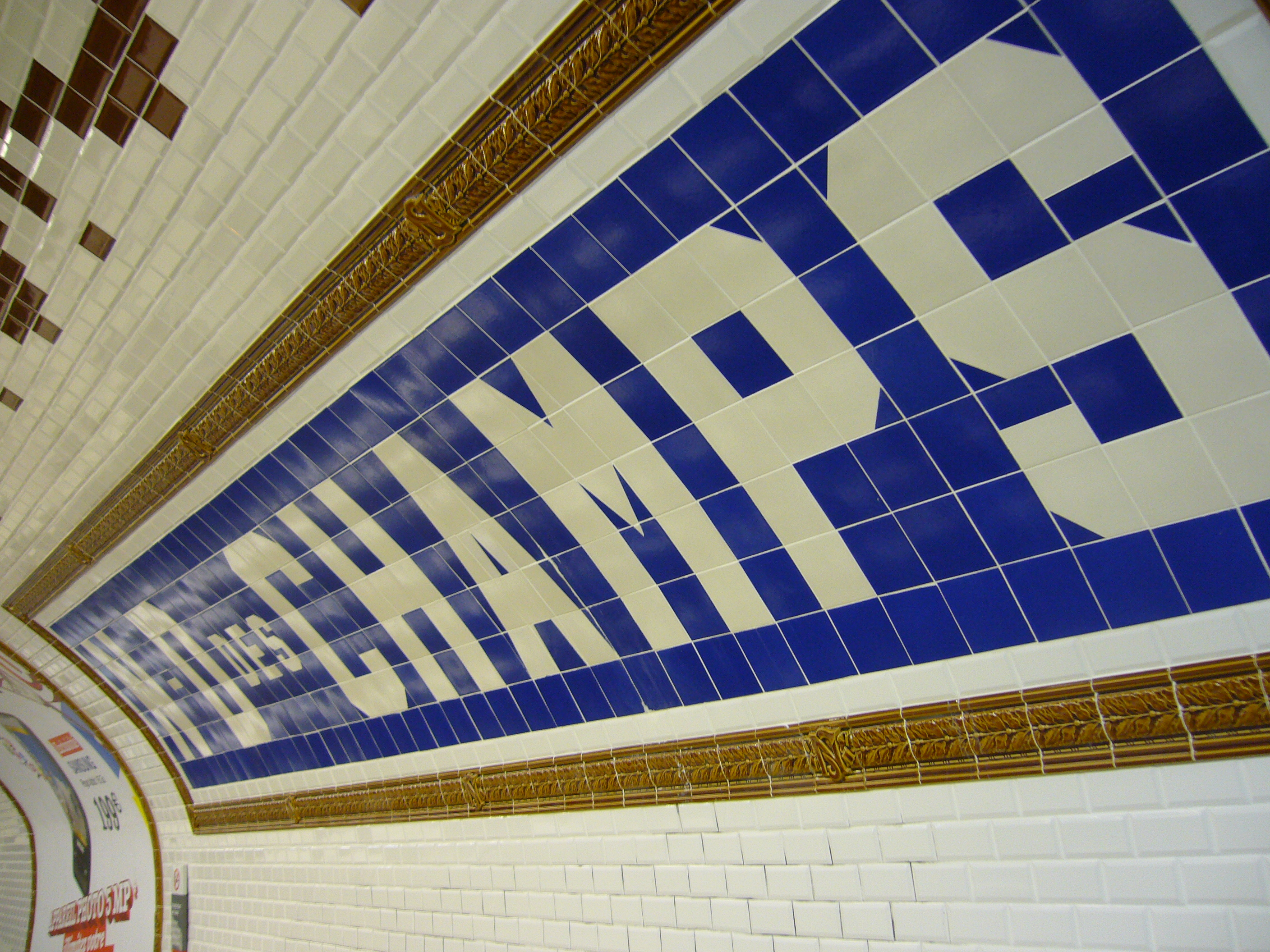
Původní nápisy stanic z dlaždiček (Notre-Dame-des-Champs)

Následovalo postupné prodlužování linky severním směrem: 8. dubna 1911 do stanice Pigalle, 30. října 1912 do stanice Jules Joffrin a 23. srpna 1916 do dnešní konečné Porte de la Chapelle. Také na Montmartru se při stavbě vyskytly technické obtíže, neboť v podzemí se nacházejí staré důlní štoly po těžbě sádrovce. Stanice Abbesses a Lamarck – Caulaincourt proto musely být vybudovány ve velké hloubce – 36 a 25 metrů. Tunely mají také speciální profil, aby vydržely velký tlak sádrovce a ke stanici Abbesses jedou vlaky po rampě se sklonem 40 ‰. 
Compagnie Nord-Sud se chtěla zřetelně odlišit od CMP a proto používala vlastní barevné označení názvů stanic, které se skládaly z bílých a modrých dlaždic. Druhou odlišností je tunel pod Seinou, který je vyztužený kovovým obložením.
K 1. lednu 1930 došlo k přeložení stanice Porte de Versailles o 100 metrů jižně. Stará stanice stále existuje a slouží jako depo vlaků.
V témže roce převzala dráhu od Compagnie Nord-Sud společnost CMP a její Linka A se stala linkou s pořadovým číslem 12.
Poslední rozšíření 24. března 1934 jižně od Porte de Versailles za hranice Paříže do Mairie d'Issy už proběhlo v režii CMP.

## Nehody
Na lince 12 se staly v průběhu doby dvě větší dopravní nehody. První se udála 23. dubna 1930 v 7:15 nedaleko stanice Porte de Versailles v důsledku profesní chyby. Vlak jedoucí na sever stál na červenou mezi stanicemi Porte de Versailles a Convention a zezadu do něj v plné rychlosti narazil další vlak, jehož strojvůdce přehlédl dvě znamení k zastavení. Při nehodě zemřeli dva lidé a mnoho dalších jich bylo zraněno.
30. srpna 2000 vjel řidič nepřiměřenou rychlostí do stanice Notre-Dame-de-Lorette, takže došlo u vjezdu do stanice k vykolejení jednoho vozu a bylo zraněno 24 cestujících.

## Další rozvoj
V roce 2012 bylo dokončeno prodloužení linky severním směrem za Paříž do stanice Front populaire na hranicích měst Saint-Denis a Aubervilliers. Druhá etapa, zahrnující nové stanice Aimé Césaire a Mairie d'Aubervilliers, byla dokončena v květnu 2022.
Existuje i projekt na prodloužení na jih na území města Issy-les-Moulineaux. Jeho realizace je zahrnuta do plánů na roky 2014–2020.

## Seznam stanic

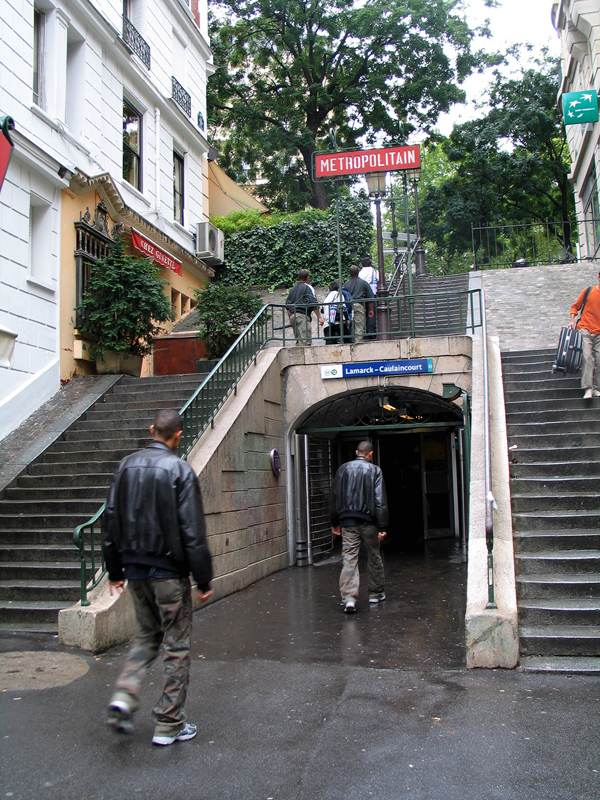
Vchod do stanice Lamarck – Caulaincourt známý též z filmu Amélie z Montmartru

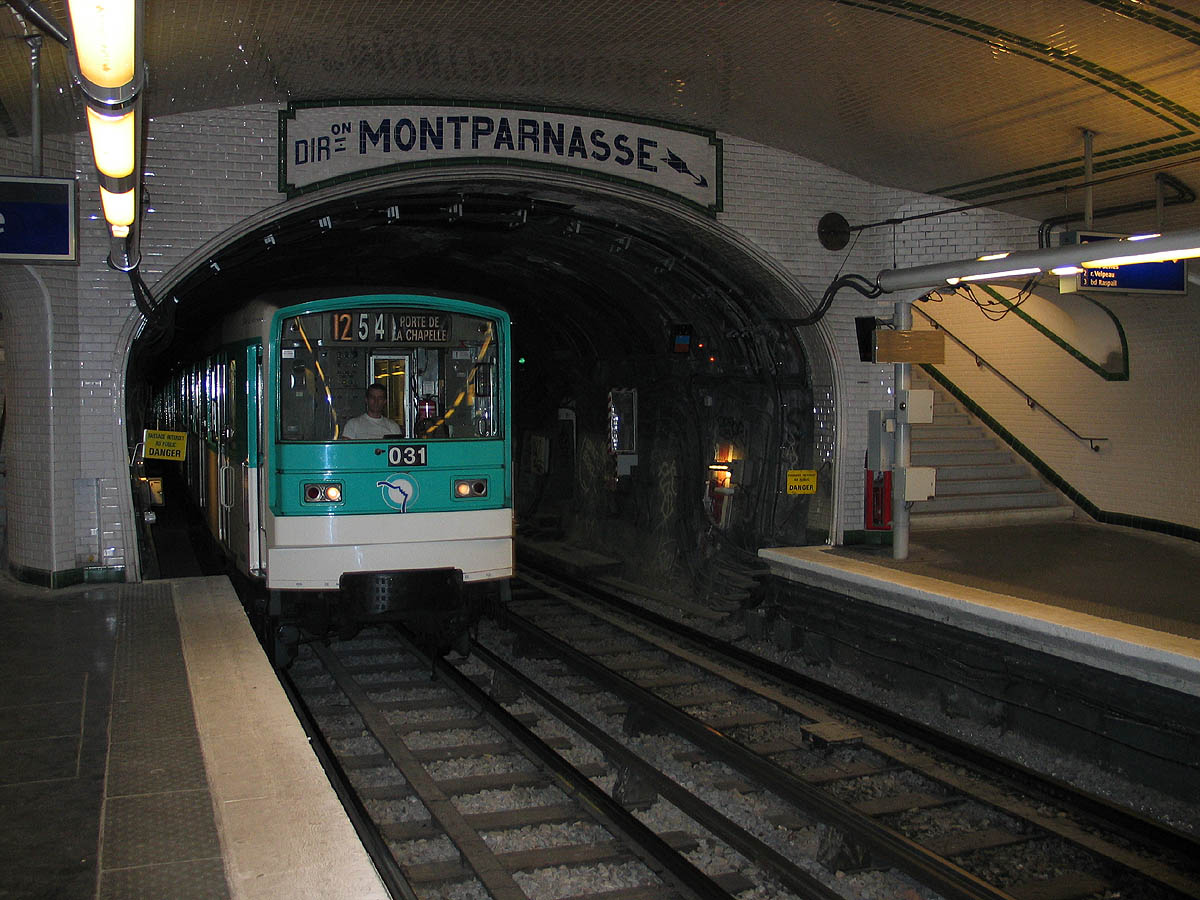
Původní značení směru jízdy na stanici Sèvres – Babylone

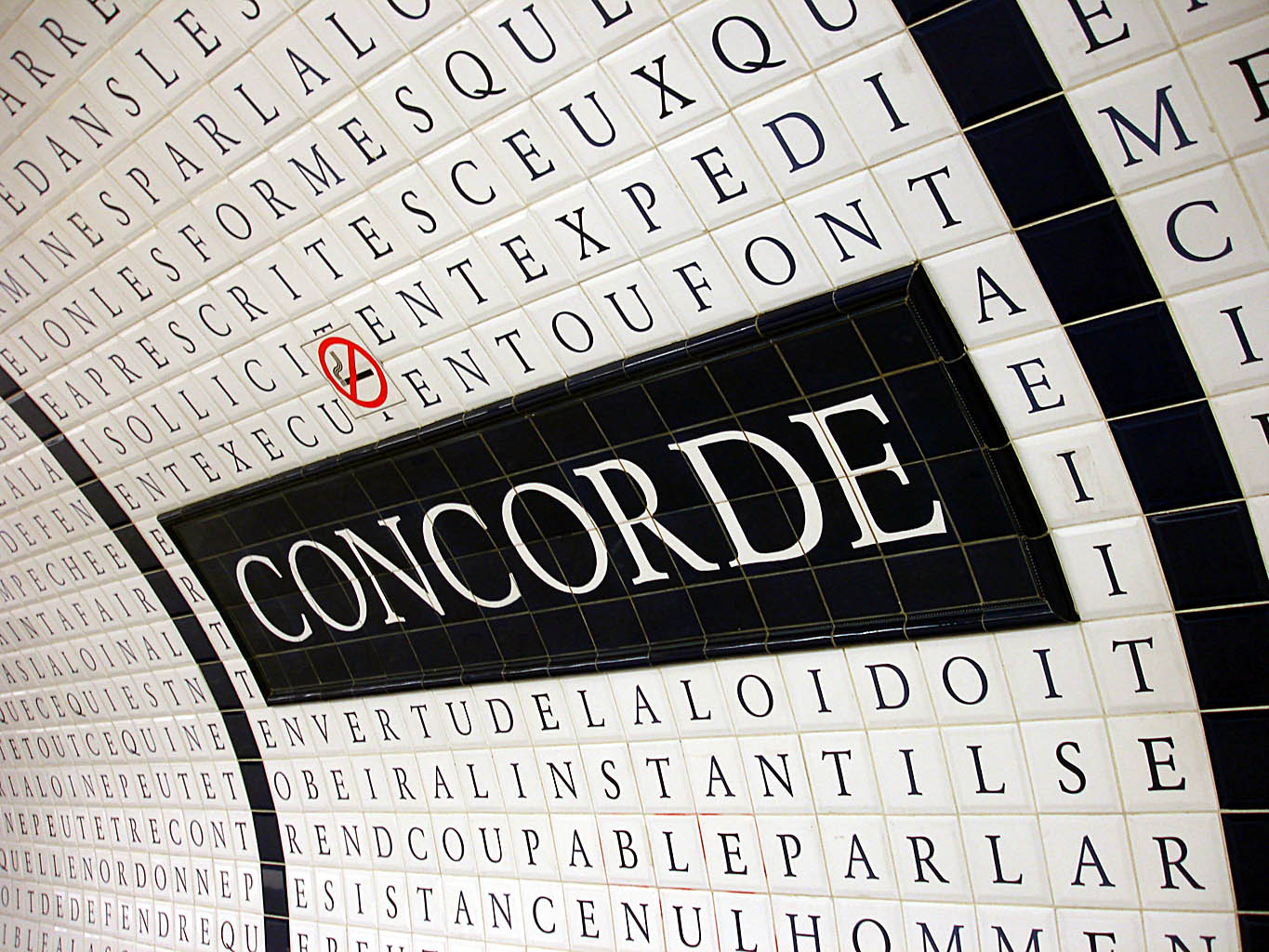
Výzdoba stanice Concorde

Plán linky 12

| Linka 12                     | Linka 12                  |
| stanice                      | přestupy                  |
| ---------------------------- | ------------------------- |
| Mairie d'Aubervilliers       |                           |
| Aimé Césaire                 |                           |
| Front populaire              |                           |
| Porte de la Chapelle         |                           |
| Marx Dormoy                  |                           |
| Marcadet – Poissonniers      |                           |
| Jules Joffrin                |                           |
| Lamarck – Caulaincourt       |                           |
| Abbesses                     | Funiculaire de Montmartre |
| Pigalle                      |                           |
| Saint-Georges                |                           |
| Notre-Dame-de-Lorette        |                           |
| Trinité – d'Estienne d'Orves |                           |
| Saint-Lazare                 |                           |
| Madeleine                    |                           |
| Concorde                     |                           |
| Assemblée nationale          |                           |
| Solférino                    |                           |
| Rue du Bac                   |                           |
| Sèvres – Babylone            |                           |
| Rennes                       |                           |
| Notre-Dame-des-Champs        |                           |
| Montparnasse – Bienvenüe     | Vlak                      |
| Falguière                    |                           |
| Pasteur                      |                           |
| Volontaires                  |                           |
| Vaugirard                    |                           |
| Convention                   |                           |
| Porte de Versailles          |                           |
| Corentin Celton              |                           |
| Mairie d'Issy                |                           |